# Övergran
Övergran är en bebyggelse och kyrkby i Övergrans socken i Håbo kommun. Från 2015 avgränsar SCB här en småort.